# 97
Aquesta pàgina és per a l'any. Per al nombre, vegeu noranta-set.
El 97 (XCVII) fou un any comú començat en diumenge del calendari julià.

## Esdeveniments
- Evarist succeeix a Climent I com a Papa de Roma.[1]